# Echinocereus bristolii
Echinocereus bristolii är en kaktusväxtart som beskrevs av W.T. Marshall. Echinocereus bristolii ingår i släktet Echinocereus och familjen kaktusväxter. Inga underarter finns listade i Catalogue of Life.

## Bildgalleri

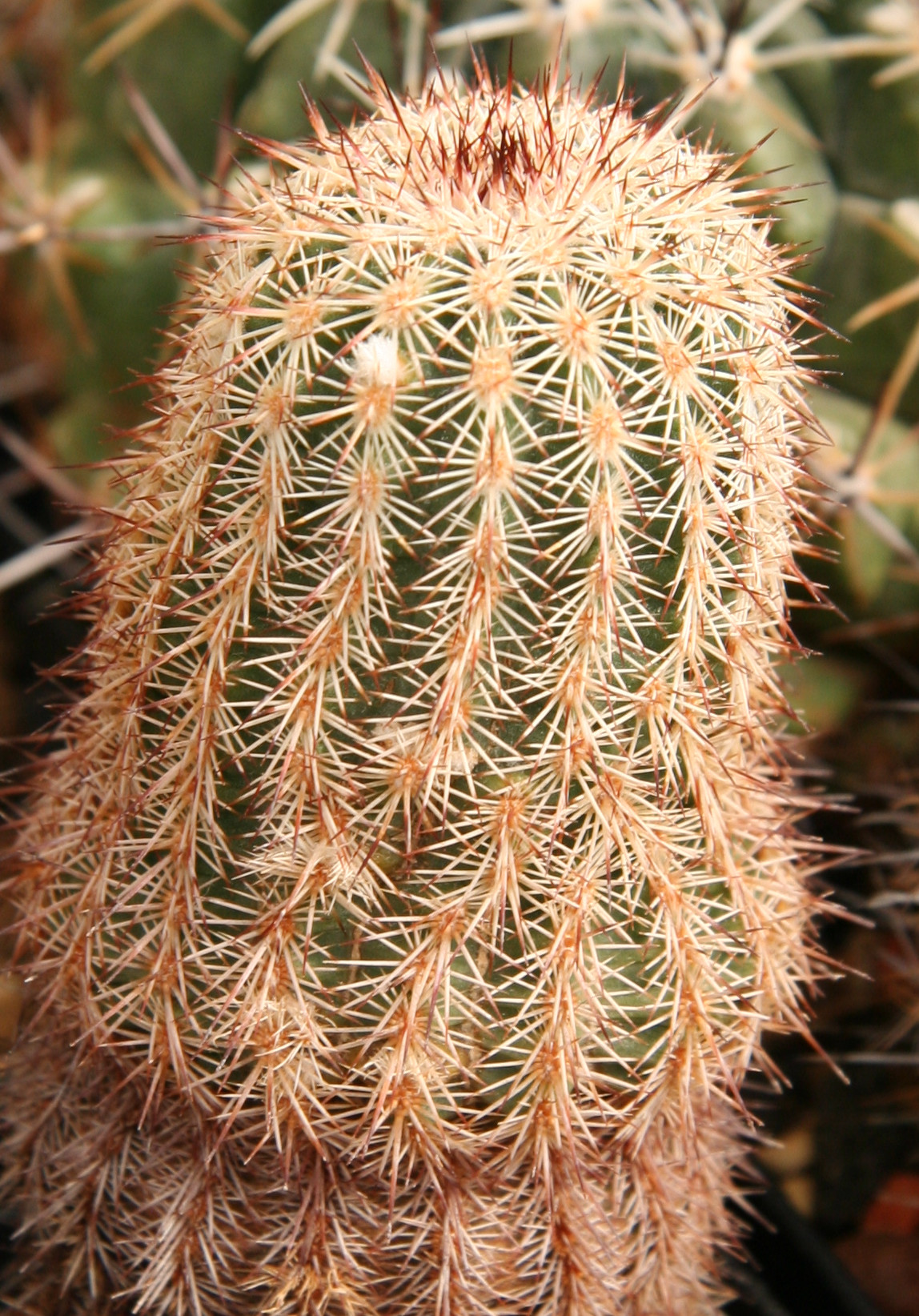